# Юліан Архіре
Юліан Архіре (рум. Iulian Arhire, нар. 17 березня 1976, Галац) — колишній румунський футболіст, який грав на позиції півзахисника. Відомий за виступами у низці румунських клубів, виступав також у Молдові, Кореї, Росії. В Україні відомий за виступами за донецький «Металург» та луцьку «Волинь».

## Клубна кар'єра
Юліан Архіре народився у Галаці. Юний гравець розпочав заняття футболом у школі одного із найсильніших румунських клубів — бухарестському «Стяуа». Професійну футбольну кар'єру Юліан Архіре розпочав у місцевому нижчоліговому футбольному клубі «Констант». На початку 1995 року перейшов до клубу з рідного міста «Оцелул», який виступав у найвищому румунському дивізіоні. У І лізі дебютував 4 березня 1995 року у грі проти «Інтера» з Сібіу. За 3 роки відіграв у елітному румунському дивізіоні 84 матчі. У 1999 році вперше поїхав за кордон. та став гравцем південнокорейського «Пхохан Стілерс». Щоправда, за корейський клуб румун зіграв лише 4 матчі, і вже в 2000 році став гравцем владикавказької «Аланії». Але за російський клуб Архіре грав лише півроку, та провів у вищій російській лізі 7 матчів. У середині 2000 року румунський хавбек поповнив лави молдовського «Зімбру», за який грав також лише півроку, але за цей час провів уже 17 матчів у найвищому дивізіоні Молдови. На початку 2001 року Юліан Архіре повертається до Румунії, де стає гравцем бухарестського «Динамо». Але у столичному клубі футболіст зіграв лише 2 матчі чемпіонату, та повернувся до «Зімбру», де протягом сезону 2001—2002 років зіграв ще 16 матчів у чемпіонаті Молдови. На початку сезону 2002—2003 Юліан Архіре стає гравцем українського клубу «Металург» із Донецька. У вищій українській лізі румунський футболіст дебютував 17 серпня 2002 року в матчі проти харківського «Металіста». Але за донеччан протягом сезону Архіре зіграв лише 6 матчів у чемпіонаті, 1 матч у Кубку України та 2 єврокубкові матчі. На наступний сезон донецька команда віддала Архіре в оренду до луцької «Волині», проте за волинян румунський хавбек зіграв лише 1 матч у вищій лізі. У результаті на початку 2004 року «Металург» виставив Архіре на трансфер, і він повернувся на батьківщину, де став гравцем ясської «Політехніки». За два роки Юліан Архіре зіграв 34 матчі у Лізі І, а в 2006 році ненадовго повернувся до рідного міста, де зіграв за свій колишній клуб «Оцелул» ще 6 матчів. На початку 2007 року перейшов до клубу «Уніря» з Урзічень, проте за рік так і не зіграв жодного матчу за клуб. У 2008 році став гравцем «Глорії» з Бистриці, де й завершив свою футбольну кар'єру. Останній матч у Лізі І Юліан Архіре зіграв у складі «Глорії» проти ЧФР з Клуж-Напоки 3 травня 2008 року.

## Виступи за збірну
Юліан Архіре протягом 1995—1997 року залучався до лав молодіжної збірної Румунії, у складі якої зіграв близько 20 матчів.